# Remaneicidae
Remaneicidae es una familia de foraminíferos bentónicos de la superfamilia Trochamminoidea, del suborden Trochamminina, y del orden Trochamminida. Su rango cronoestratigráfico abarca el Holoceno.

## Discusión
Clasificaciones previas incluían Remaneicidae en el suborden Textulariina del orden Textulariida. Otras clasificaciones lo han incluido en el Orden Lituolida.

## Clasificación
Remaneicidae incluye a las siguientes subfamilias y géneros:
- Subfamilia Asterotrochammininae
  - Asteroparatrochammina
  - Asterotrochammina
- Subfamilia Remaneicinae
  - Bruneica
  - Remaneica
  - Remaneicella
  - Septotrochammina
- Subfamilia Zaninettiinae
  - Abyssotherma
  - Zaninettia

Otros géneros considerados en Remaneicidae son:
- Selknamella † de la subfamilia Remaneicinae
- Spironatus de la subfamilia Asterotrochammininae, de posición taxonómica incierta